# Arctosa astuta
Arctosa astuta är en spindelart som först beskrevs av Carl Eduard Adolph Gerstäcker 1873.  Arctosa astuta ingår i släktet Arctosa och familjen vargspindlar. Inga underarter finns listade i Catalogue of Life.